# 日道 (大石寺)
日道（にちどう、弘安6年（1283年）- 暦応4年/興国2年2月10日（1341年2月26日））は、日蓮正宗総本山大石寺第4世の法主。

## 略歴
- 弘安6年（1283年）、伊豆国田方郡畠郷（静岡県函南町）で生まれる。
- 正安元年（1299年）、16歳で日目を師範として出家。日興にも仕えた。日目と同様、奥州でも布教した。
- 正和元年（1312年）8月27日、新田頼綱日善卒（日道父）（陸前本源寺過・墓銘）

11月11日、頼道・行道・行時・日道の四人連署して新田頼綱遺領の配分を定む。
- 嘉暦2年（1327年）11月10日、日目、土地（陸前三ノ迫加賀野・伊豆南条）譲状を日道に与う。

陸前加賀野沼畑に法華堂（本道寺）を創す（日量記・加賀野村記）
- 元弘元年（1331年）、大石寺塔中浄蓮坊を創す。
- 元弘2年（1332年）1月12日、日興の御遺告を記す。

4月28日、鬼鶴御前駿河蒲原関ケ島の地を日道に寄す。
日目の命により陸奥宮野に妙円寺を創す。
- 元弘3年/正慶2年（1333年）10月、日目より血脈相承を受けた。

この年に日蓮以来の史伝書として『御伝土代』を著した。『御伝土代』は、日蓮の誕生日を「2月16日」と明示する門下最古の文献。
- 建武元年（1334年）1月7日、薩摩法印、（仙代問答）により日道に帰す。

1月21日、大石寺において日目の百ケ日忌を修す。
9月27日、新田孫五郎（日道弟）が、陸奥国宣を受ける。
- 建武3年（1336年）2月、申状を認め国家諌暁を行った。

6月6日、諌暁八幡抄に奥書す。
8月4日、日目の筆写した『法華題目抄』に奥書す。
- 延元2年（1337年）、大石寺塔中本住坊を創す。
- 延元3年（1338年）10月13日、本尊を書写し陸前一迫多々次郎為重・河東左近将監に授与。
- 延元4年（1339年）6月、5世日行に血脈を付す。
- 興国2年（1341年）2月26日、59歳で死去した。

## 補足
- 日目の死後に日道と日郷の間には「郷道論争」と呼ばれる根深い確執が生じているが、その真相は大石寺（日道）側が主張する如く、東坊地の相続争いという見方と、小泉久遠寺・保田妙本寺側（日郷）が主張する如く日目の跡目に関わるものだったという見方がある。

## 新六人
| 先代 日目 | 大石寺住職一覧 | 次代 日行 |